# Variantes de significado incierto
En genética, las variantes de significado incierto (variants of unknown significance en inglés, abreviado VUS) se refiere a los efectos de las variantes en las causas de una enfermedad. El efecto es (o la ausencia de efecto) de una variante sobre un gen o una proteína puede (a) afectar una función o un cambio,  (b) probablemente afectar una función,  (c) ser desconocido,  (d) probablemente no tener efecto funcional y (e) no tener ningún efecto funcional. Este término es parte de la recomendación de Sociedad de Variación del Genoma Humano (Human Genome Variation Society en inglés, abreviado HGVS).